# Skeptical Inquirer
Skeptical Inquirer es una revista bimestral estadounidense en idioma inglés, fundada en 1976, publicada por el Comité para la investigación escéptica, antiguamente conocido como Comité para la Investigación Científica de las Afirmaciones Paranormales (CSICOP, por su sigla inglesa).
El contenido consiste en artículos sobre temas científicos o sobrenaturales u ocultos, con su correspondiente explicación o intento de explicación científica, además de columnas de opinión, críticas literarias y correo de lectores.
Esta publicación tiene su sede en Amherst, en el estado de Nueva York.

## Misión
La misión aprobada en 2006 se utiliza todavía, y describe que:
‘El Comité para la investigación escéptica promueve la ciencia y el escepticismo científico, el pensamiento crítico, la educación científica y el uso de la razón para examinar asuntos importantes. Alentamos la investigación crítica de afirmaciones extraordinarias o controversiales desde un punto de vista responsable y científico, también difunde la información sobre los hechos de los resultados de las investigaciones hacia la comunidad científica, los medios de comunicación y el público.’

## Historia
La revista originalmente llamada ‘The Zetetic’ (de una definición griega que significa ‘el investigador escéptico’) y fue originalmente editada por Marcello Truzzi. El primer número salió en el otoño/invierno 1976. Poco después de su creación, se desarrolló una separación entre el editor Truzzi y el resto de CSICOP. Un lado era ‘firmemente opuesto al disparate, y más dispuesto a pasar a la ofensiva y a atacar las afirmaciones’ y otro quería que la ‘ciencia y pseudociencia coexistieran de forma feliz’. Truzzi dejó la revista para empezar ‘The Zetetic Scholar’ y el CSICOP cambió el nombre de la revista a ‘The Skeptical Inquirer’. En 1977 Kendrick Frazier se apuntó como editor, quien anteriormente fue editor de Science News por seis años.
Kurtz señaló que ha habido una ‘fascinación del público por lo paranormal’ y que estaba ‘fuertemente promovido por los medios de comunicación irresponsables.’ Hizo hincapié en que ‘nuestro interés no era simplemente la tienda de la curiosidad, sino que era, aumentar la comprensión de como la ciencia funciona’.
El historiador Daniel Loxton especula sobre la respuesta a la pregunta de si el CSICOP no fue la primera publicación de escépticos, ¿Por qué se considera que es el ‘nacimiento del escepticismo moderno’ (al menos en el mundo anglosajón)?. Loxton escribe que era porque CSICOP organizó ‘la beca colectiva y comprendió un campo de estudio distinto’. La organización fue la primera en establecer ‘las mejores prácticas.. expertos especialistas… edificios…. escritores y periodistas profesionales e investigadores’.
En la edición de la primavera y el verano de 1978 se anunció que el próximo número (VOL III, n 1) de publicación iba a pasar de semestral a trimestral.
Desde 1976 a 1995 la revista tuvo un formato resumido de tamaño. Se acordó cambiar las páginas a más largas y tradicionales, y en 1995 se decidió que, con el fin de ser más oportuna con sus temas, se publicaría cada dos meses en lugar de trimestralmente. La revista de Reino Unido ‘El Escéptico’ fue publicada por primera vez en asociación con Skeptical Inquirer. En 2014, la versión británica fue devuelta a los escépticos del Reino Unido.

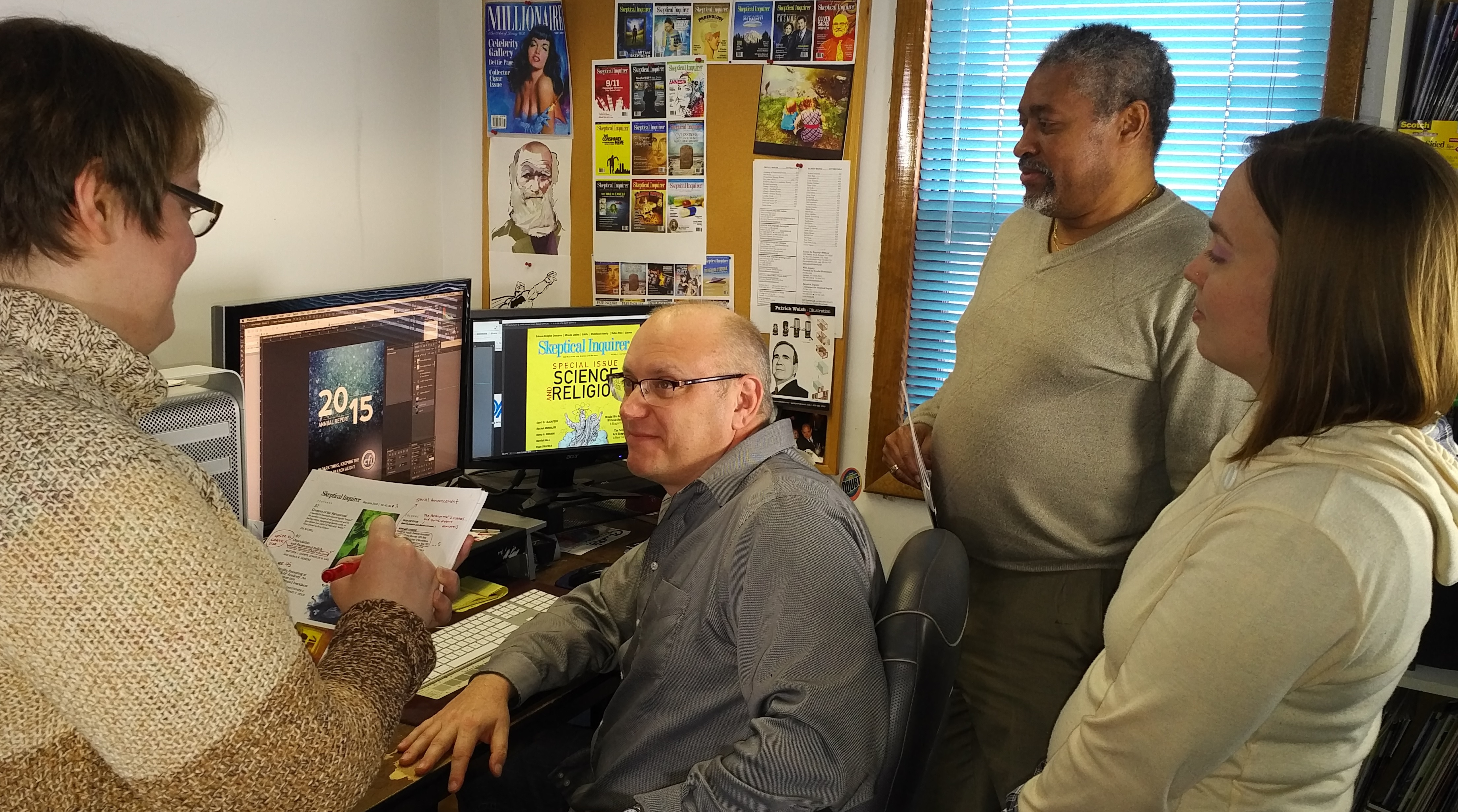
Skeptical Inquirer Personal de producción de 2016. Desde la izquierda: Julia Lavarnway, Chris Fix, Paul Loynes, Nicole Scott

## Aniversario número 30 en 2006
Para el aniversario número 30 de Skeptical Inquirer en 2006, el fundador Paul Kurtz escribió las siguientes 4 normas:
1) Criticar las afirmaciones paranormales y pseudociencia
2) Replicar el método científico y el pensamiento científico
3) Buscar una mirada científica en los medios de comunicación
4) Enseñar el pensamiento crítico en las escuelas.
De acuerdo con Kurtz, en los primeros 20 años, la revista intentó enfocarse en lo paranormal, resolviendo misterios que estuvieran fuera de lo normal: lluvias de ranas, abducciones de ovnis, y más. Los lectores esperaban de la revista las explicaciones. Kurtz estableció que esos eran años interesantes, especialmente trabajar con magos que ofrecían replicar las afirmaciones paranormales. La revista usualmente recibía críticas de la comunidad paranormal, de la cual ellos hacían chistes. Kurtz sintió que el interés por lo paranormal empezó a decaer, una pieza de evidencia que usó para decir esto es ver los pocos libros paranormales en la lista de New York Times Bests Sellers que había años pasados. El supuso que SI podría expandirse a áreas que tengan controversia, apelando al público y donde el SI podría buscar personas que investigaran. Los temas que él eligió para la consideración fueron la investigación de las células madres, el ciberterrorismo, la ‘ingeniería biogenética, religión, economía, ética y política’. Kurtz estaba contento que  Frazier ya estuviera explorando algunos de estos temas. Kurtz concluyó su análisis de los 30 años previos agradeciendo a los suscriptores por su apoyo financiero. El Internet causó que las suscripciones y las revistas impresas cayeran, y solo expandiéndose SI pudo sobrevivir.
‘La perdurable contribución del SI en sus tres primeras décadas, a mi juicio, ha sido sus persistentes esfuerzos para alzar el nivel del entendimiento de la ciencia en el espacio público.’ Paul Kurtz.

## Cuadragésimo aniversario 2016
En una revisión de los 40 años del escepticismo organizado publicado en 2015 Frazier escribió 

'…hemos hecho todo lo posible para mantener brillando la luz de la razón y la racionalidad, para cultivar el pensamiento científico en el público en general. Hemos examinado críticamente miles de afirmaciones y reclamaciones y publicamos los resultados para que el mundo vea. Hemos explorado prácticamente todas las cuestiones importantes para los escépticos. Hemos alentado un mayor escepticismo en los medios y sirvieron como fuente de información científica confiable. Hemos hecho todo lo posible para mantener a los otros conscientes de los peligros para la democracia de todas las confusiones entre la realidad y la fantasía, sentido y sinsentido, ciencia real y sus pretendientes y adversarios.'
Frazier

## Metas
Kendrick Frazier, quien editó Skeptical Inquirer desde agosto de 1977, describió la revista como ‘un híbrido inusual: en parte una revista semipopular y por otra parte científica y académica’. Frazier dijo: ‘Pienso que es justo decir que nosotros no solo ayudamos a cruzar las barreras de disciplinarias en los campos científicos, además salvamos las diferencias entre las ciencias ‘duras’ y ‘blandas’, entre las ciencias y las humanidades, entre los académicos y los no académicos, entre la ciencia y el público en general.
Frazier también habló con frecuencia acerca de las metas y los valores de la investigación escéptica, él dice que los escépticos investigadores tratan de ejemplificar: ‘nosotros los escépticos hacemos todo, investigando los misterios más raros y chicos y también explicamos las herramientas poderosas de la ciencia y la razón y las aplicamos hacía el pensamiento acerca de los temas más amplios de preocupación y confusión en las sociedades complejas de hoy en día’.
Daniel Loxton escribió en 2013 acerca de la misión y las metas del movimiento escéptico, citando al editor de la revista sueca Folkvett, quien sentía que Skeptical Inquirer era una revista escrita por ‘viejos hombres blancos, para viejos hombres blancos’. Criticó la idea de que las personas querían leer sobre lo paranormal, que Uri Geller y las calaveras de cristales no eran ya relevantes. Paul Kurtz en 2009 parecía compartir este sentimiento y declaró que la organización iba a seguir investigando algunos temas paranormales ya que son expertos en esta área, pero iban a empezar a investigar otras áreas. Skeptical Inquirer había ‘llegado a un momento histórico: el reconocimiento de que existe una necesidad fundamental para cambiar de dirección’.  Mientras tanto, el editor Frazier hizo ampliar el alcance de la revista para incluir temas menos paranormales y más los que fueran un ataque a la ciencia y al pensamiento crítico como  el negacionismo en el cambio climático, las teorías conspirativas, y la influencia de la medicina alternativa. Frazier agregó también que ‘las creencias paranormales están todavía difundidas’ y citó encuestas en las que el público iba a seleccionar 4 de las que creían. Mientras que en la comunidad general escéptica se creía que no se debía gastar tiempo desacreditando lo paranormal, tópico que hace tiempo se había desacreditado, Frazier dijo ‘millones de Americanos los aceptan hoy en día’.
Escribiendo para la revista Scientific American, Douglas Hofstadter afirma que el objetivo de Skeptical Inquirer es ‘combatir el sinsentido…. las afirmaciones infundamentadas son rutinariamente destruidas’. Hofstadter ha afirmado que los artículos son escritos para todos los que puedan leer inglés, sin especial conocimiento o especialización, el único requerimiento es ‘la curiosidad acerca de la verdad’.

## Junta, colaboradores y personal

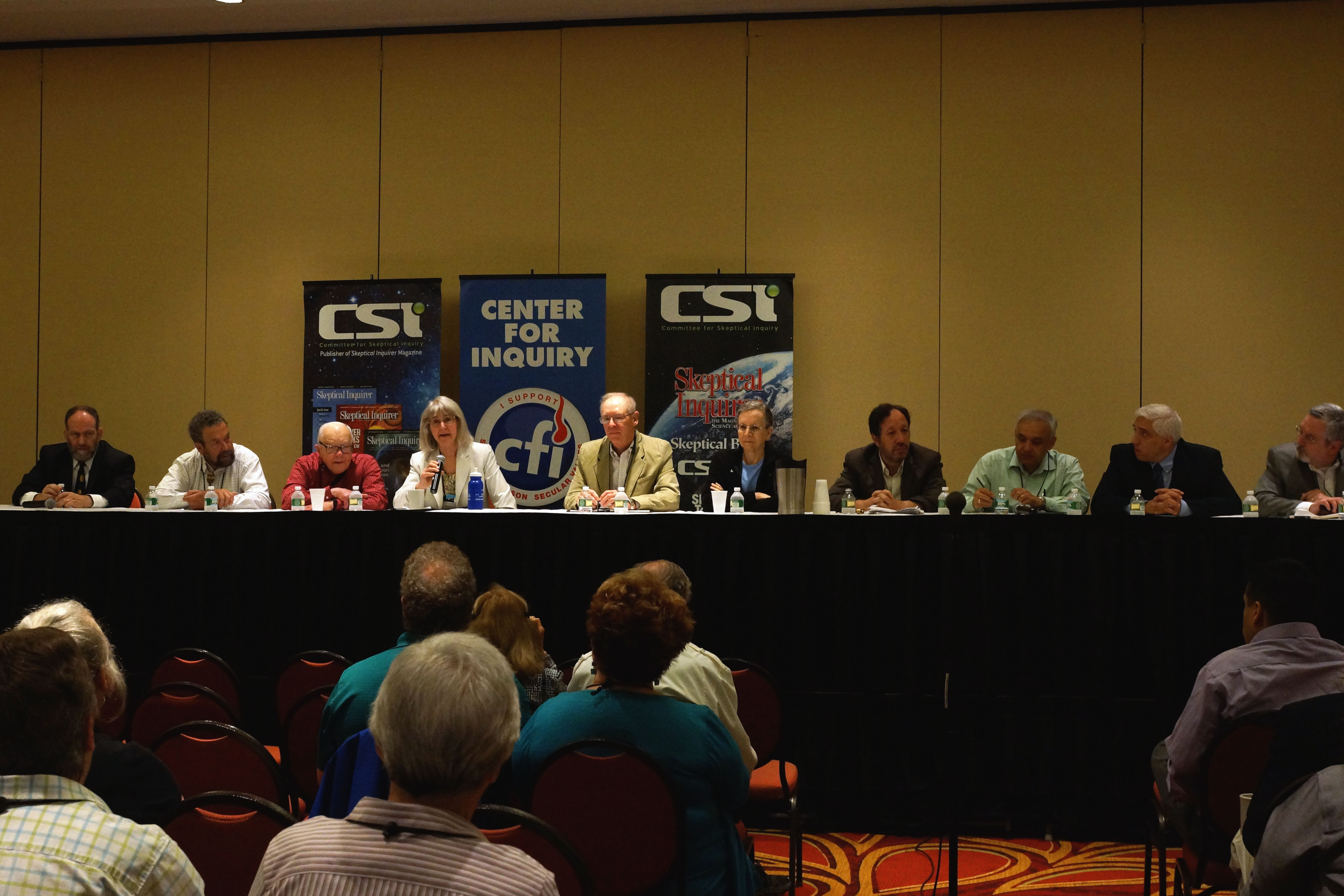
El consejo El Consejo Ejecutivo del Comité de Skeptical Inquirer (CSI) respondiendo a preguntas durante la conferencia reasons for change del Center for inquiry (CFI) Amherst, Nueva York, junio de 2015

Científicos, académicos, investigadores, y expertos de todo el mundo contribuyen con artículos de fondo, columnas, críticas y comentarios a la revista. CSI actualmente tiene un centenar de distinguidos miembros. Algunos notables incluyen: Isaac Asimov, Martin Gardner, Stephen Jay Gould, Carl Sagan, el premio Nobel Francis Crick y Glenn T. Seaborg. Los miembros actuales incluyen a Neil deGrasse Tyson, Lawrence Krauss, Richard Dawkins, Bill Nye, Eugenie Scott, Daniel Dennett, Richard Wiseman, E.O. Wilson, Elizabeth Loftus y el premio Nobel Steven Weinberg.
El consejo Ejecutivo de CSI sirve como comité de redacción de la Skeptical Inquirer. Miembros a partir de abril del año 2016 fueron: Kendrick Frazier, James Alcock, Harriet Hall, Ray Hyman, Scott O. Lilienfeld, Elizabeth Loftus, Steven Novella, Armadeo Sarma, Eugenie Scott, Karen Stollznow, Dave Thomas, y Leonard Tramiel, Además de estos miembros del consejo ejecutivo, el investigador del CSi y columnista de ‘Archivos de Investigación ’ del Skeptical Inquirer, Joe Nickell, también es miembro de la junta editorial del skeptical inquirer. El director ejecutivo de CSI Barry Karr es un miembro ex officio.
A partir de abril del año 2016 consultores de edición son Susan Blackmore, Kenneth Feder, Barry Karr, Richard Wiseman, Ed Krupp y Jay Pasachoff. Editores adjuntos son D. J. Grothe, Harriet, Kenneth Krause, David Morrison, James Oberg, Massimo Pigliucci, Robert Sheaffer y Dave Thomas.
Los editores incluyen a Kendrick Frazier como Editor Adjunto, Ben Radford como
Jefe de Redacción, Julia Lavarnway como
Asistente de editor, Nicole de Scott
El director de arte, Christopher Fix
Producción, Paul E. Loynes
Webmaster, Mateo Licata
Representante de la editorial, Barry Karr.

## Galería

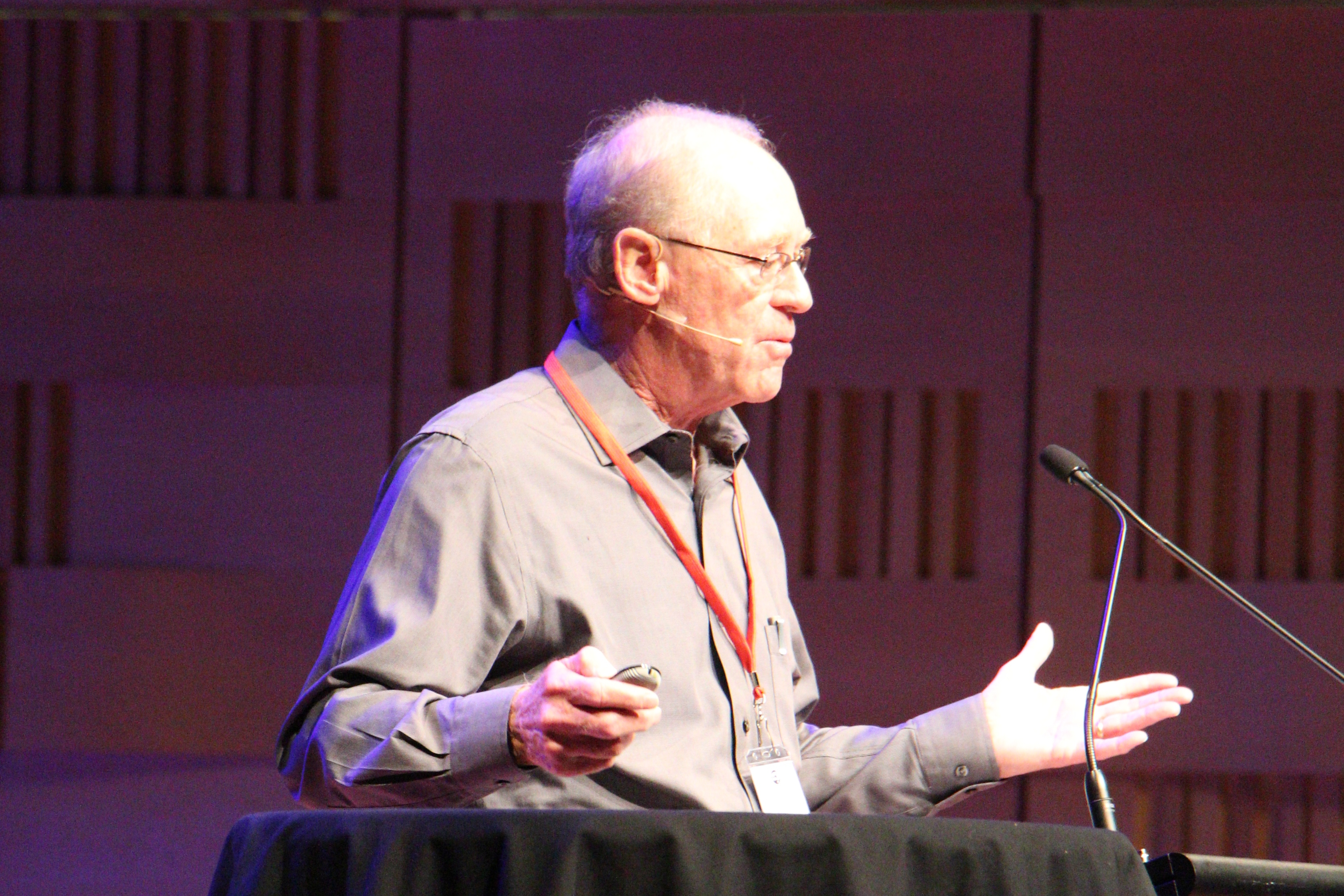
Convención de escépticos de Australia - Sydney 2014 - Ken Frazier
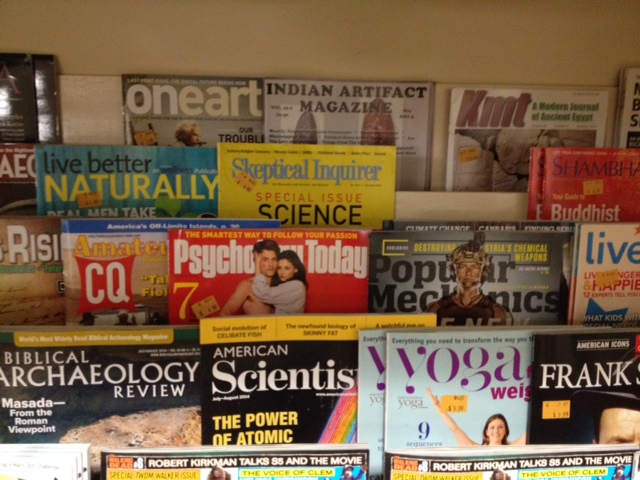
2014 tienda de revistas con número de Skeptical Inquirer
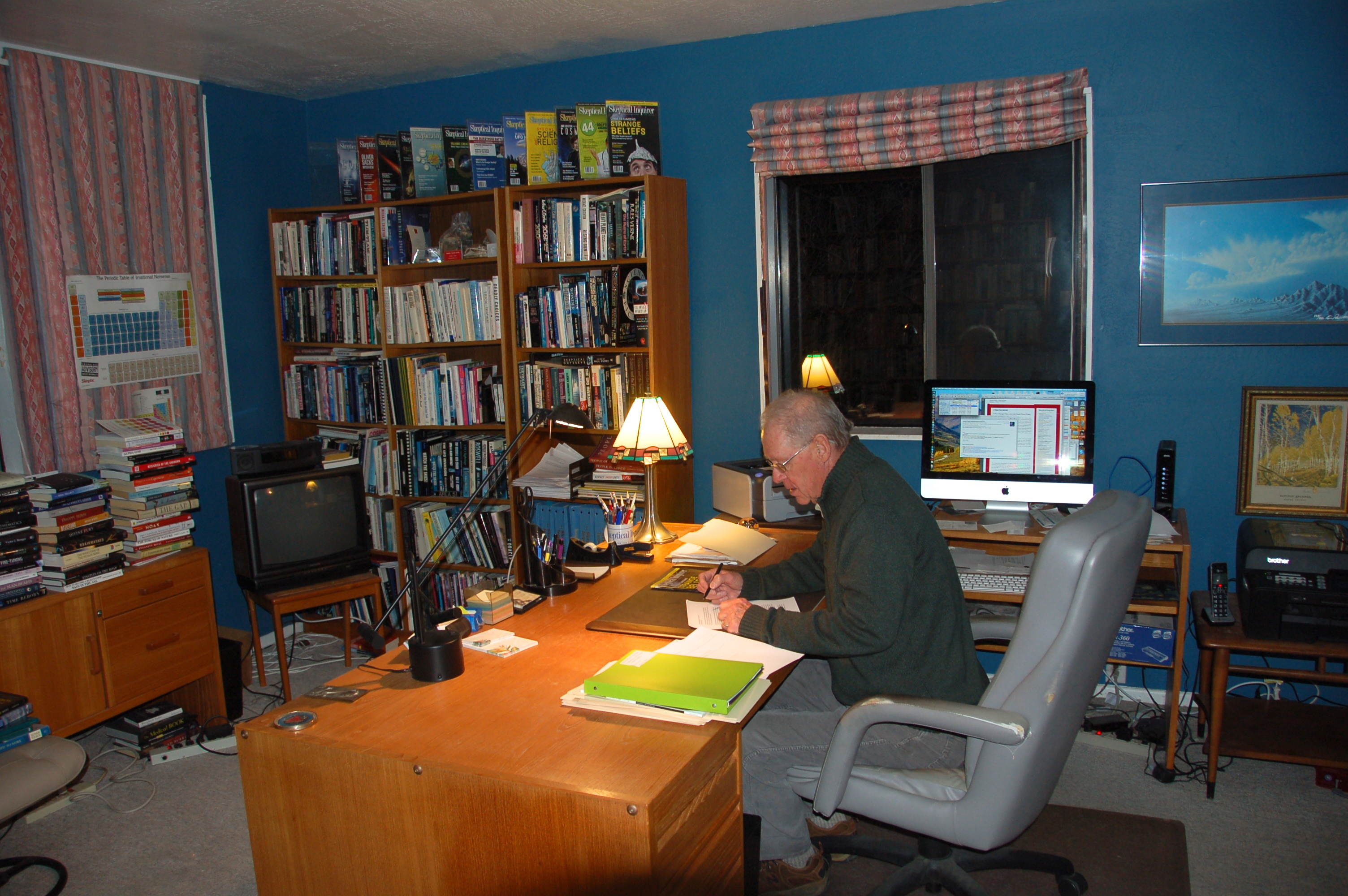
Ken Frazier en su oficina.
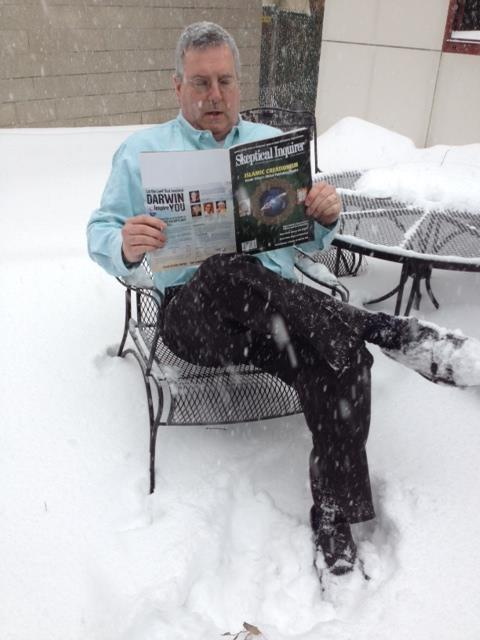
Barry Karr leyendo una edición del Skeptical Inquirer en Amherst Headquarters 2014
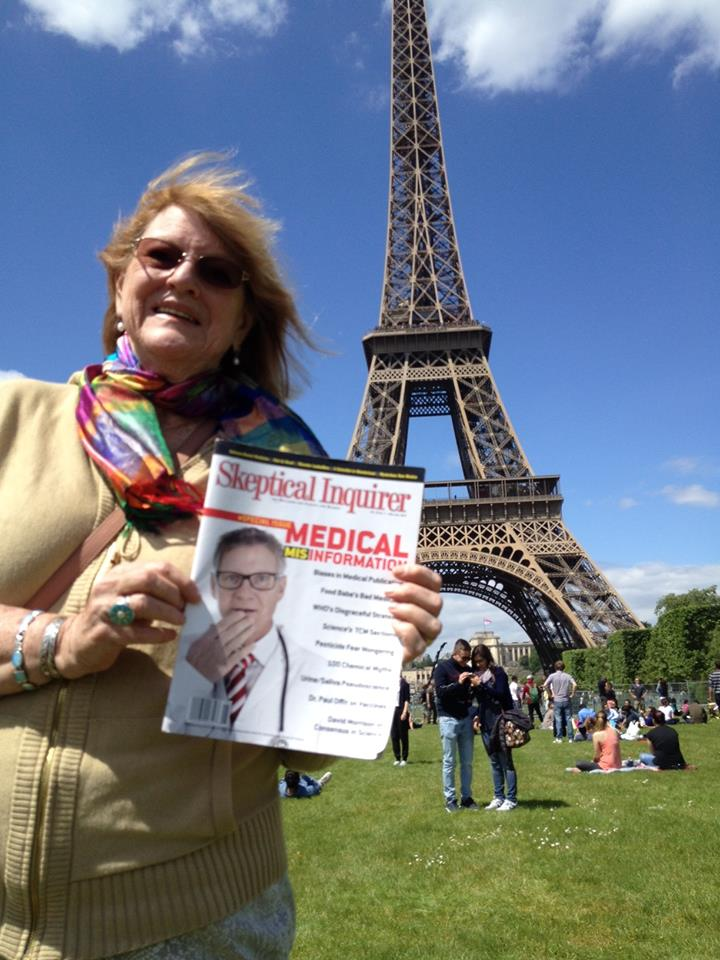
Skeptical Inquirer en París